# Софіївська волость (Олександрійський повіт)
Софіївська волость — історична адміністративно-територіальна одиниця Олександрійського повіту Херсонської губернії.
Станом на 1886 рік складалася з 7 поселень, 7 сільських громад. Населення — 1483 особи (797 чоловічої статі та 686 — жіночої), 254 дворових господарства.
|                     | Площа, десятин | У тому числі орної, дес. |
| ------------------- | -------------- | ------------------------ |
| Сільських громад    | 2113           | 1083                     |
| Приватної власності | 10075          | 4607                     |
| Казенної власності  | —              | —                        |
| Іншої власності     | 33             | 17                       |
| Загалом             | 12221          | 5707                     |

Найбільші поселення волості:
- Софіївка — містечко при річці Бокова за 70 верст від повітового міста, 499 осіб, 70 дворів, православна церква, єврейська синагога, 10 лавок, 2 ярмарки: 25 березня та 17 вересня, базари по неділях.